# Samdrup Jongkhar

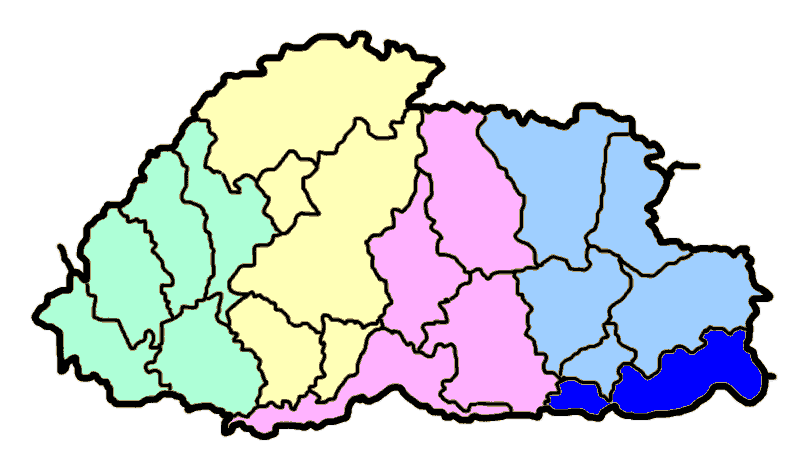
Localização de Samdrup Jongkhar no Butão (azul destacado)

Samdrup Jongkhar (Djongkha: བསམ་གྲུབ་ལྗོངས་མཁར་རྫོང་ཁག་) é um dos vinte distritos do Butão.